# Eagle and Child

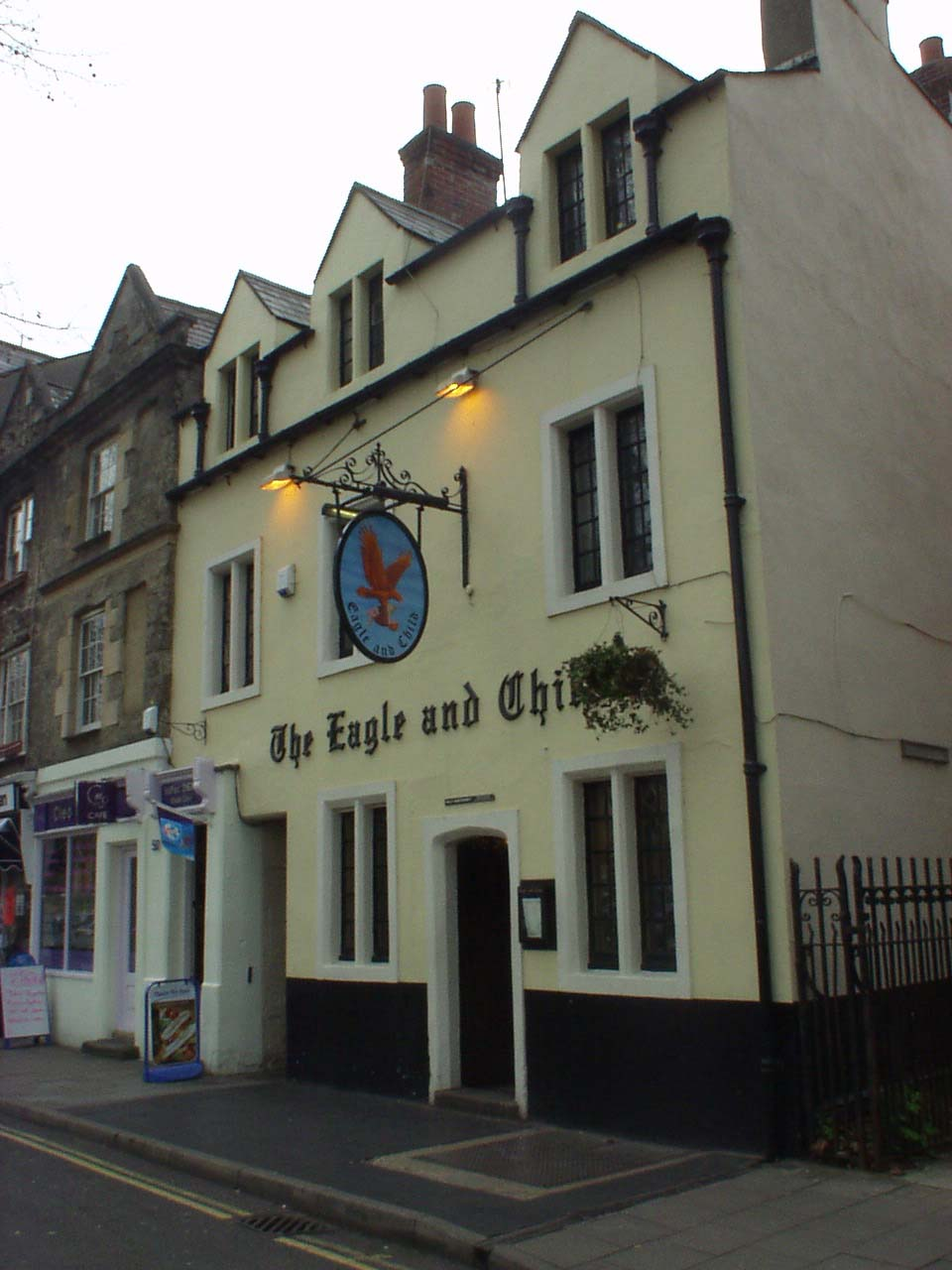
Fachada del pub The Eagle and Child.

El Eagle and Child («Águila y niño») es un típico pub inglés que se encuentra en la calle St. Giles' (Oxford, Reino Unido), propiedad del Saint John's College. Este pub fue parte de una donación otorgada al University College en el siglo XVII. Tiene una fuerte asociación con el grupo literario conocido como los Inklings, al que pertenecieron J. R. R. Tolkien y C. S. Lewis, entre otros. 

## Enseña

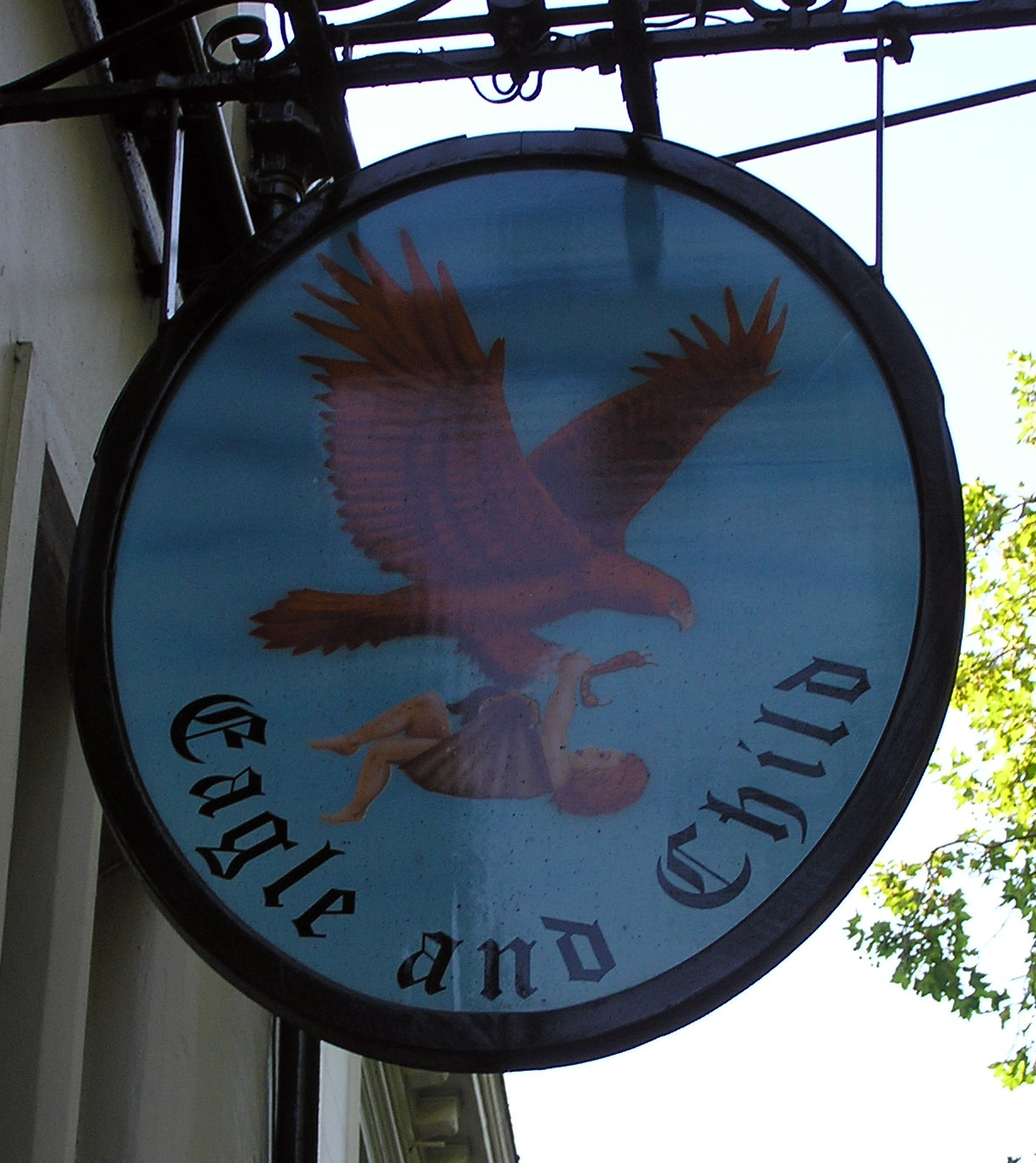
Enseña del pub.

La enseña del pub muestra un águila que transporta un niño pequeño en un ropón que pende de una de sus garras, y deriva de la cimera del escudo de armas del conde de Derby. La imagen se refiere, al parecer, a una historia de un bebé de noble cuna que fue encontrado en el nido de un águila.

## Otros nombres
El Eagle and Child es motejado con frecuencia como el “Bird and Baby” («Pájaro y bebé»). Otros apodos menos comunes son “Bird and Brat” («Pájaro y rapaz»), el “Bird and Bastard” (“Pájaro y bastardo”), el “Bustard and Bastard” («Avutarda y bastardo») y el “Fowl and Foetus” («Pollo y feto»).

## Historia
A pesar de ser un edificio pequeño y estrecho, se cuenta que el pub sirvió como residencia del Canciller de Hacienda durante la Revolución inglesa (1642–49), cuando Oxford se convirtió en la capital del bando realista. El lugar sirvió como casa de pagos para el Ejército Realista, y se celebraban subastas de caballos en el patio trasero.[cita requerida] Estos hechos son inconsistentes con la fecha más temprana de construcción del edificio que habitualmente se maneja, hacia 1650, y con el hecho de que el pub se encuentre fuera de los muros de la ciudad, por lo que la historia debe ser tomada, al menos, como dudosa.[cita requerida]
El pub formó parte de una donación realizada al University College en el siglo XVII. Este College lo puso en venta, en conjunto con dos tiendecitas y una vivienda adyacentes, por 1.200.000 libras en diciembre de 2003, aduciendo motivos de balance de propiedades. Fue adquirido por el cercano St. John's College, que también posee el pub Lamb & Flag, que está enfrente.

## Clientes célebres

### LosInklings

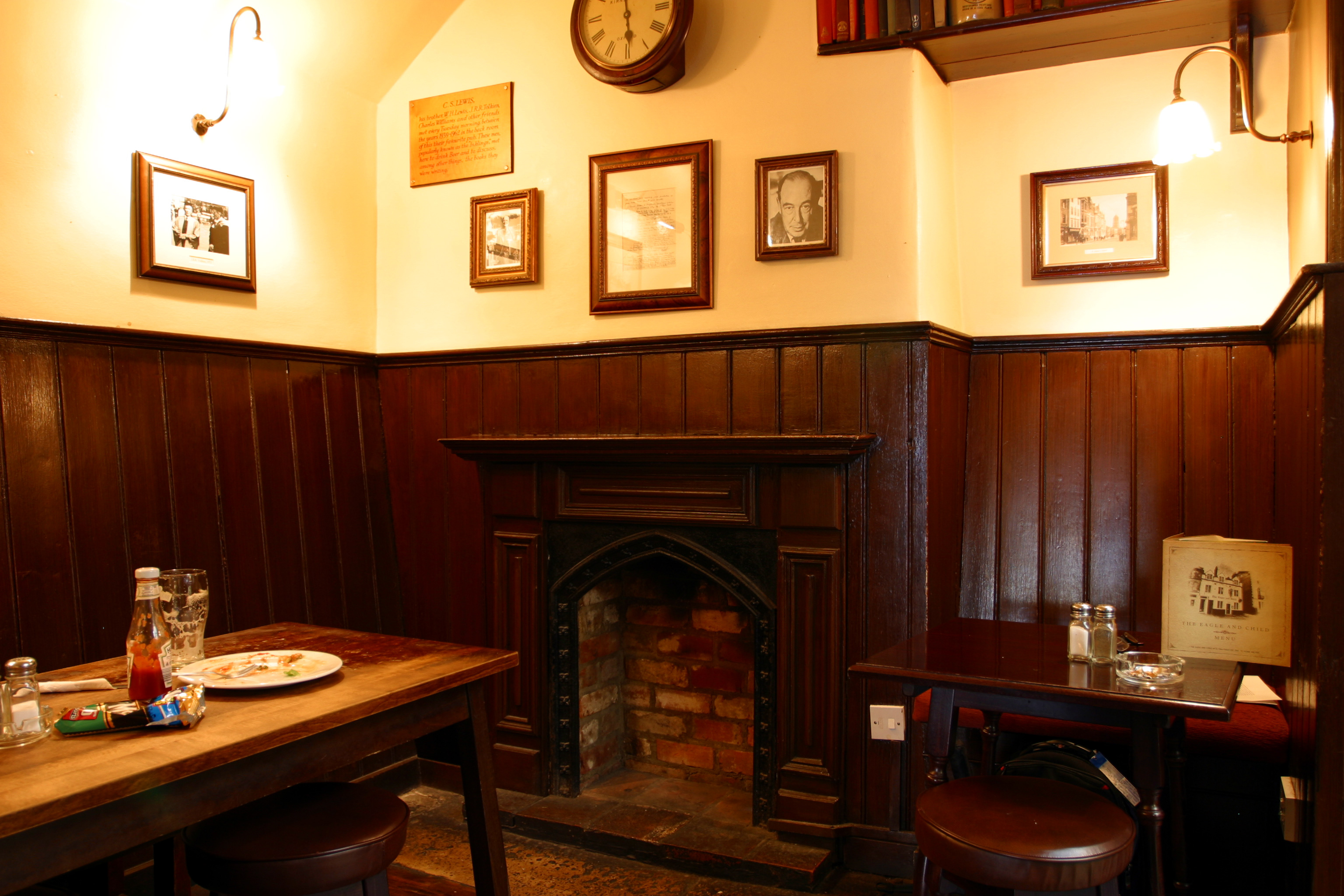
The Rabbit Room, estancia que contiene recuerdos de los Inklings.

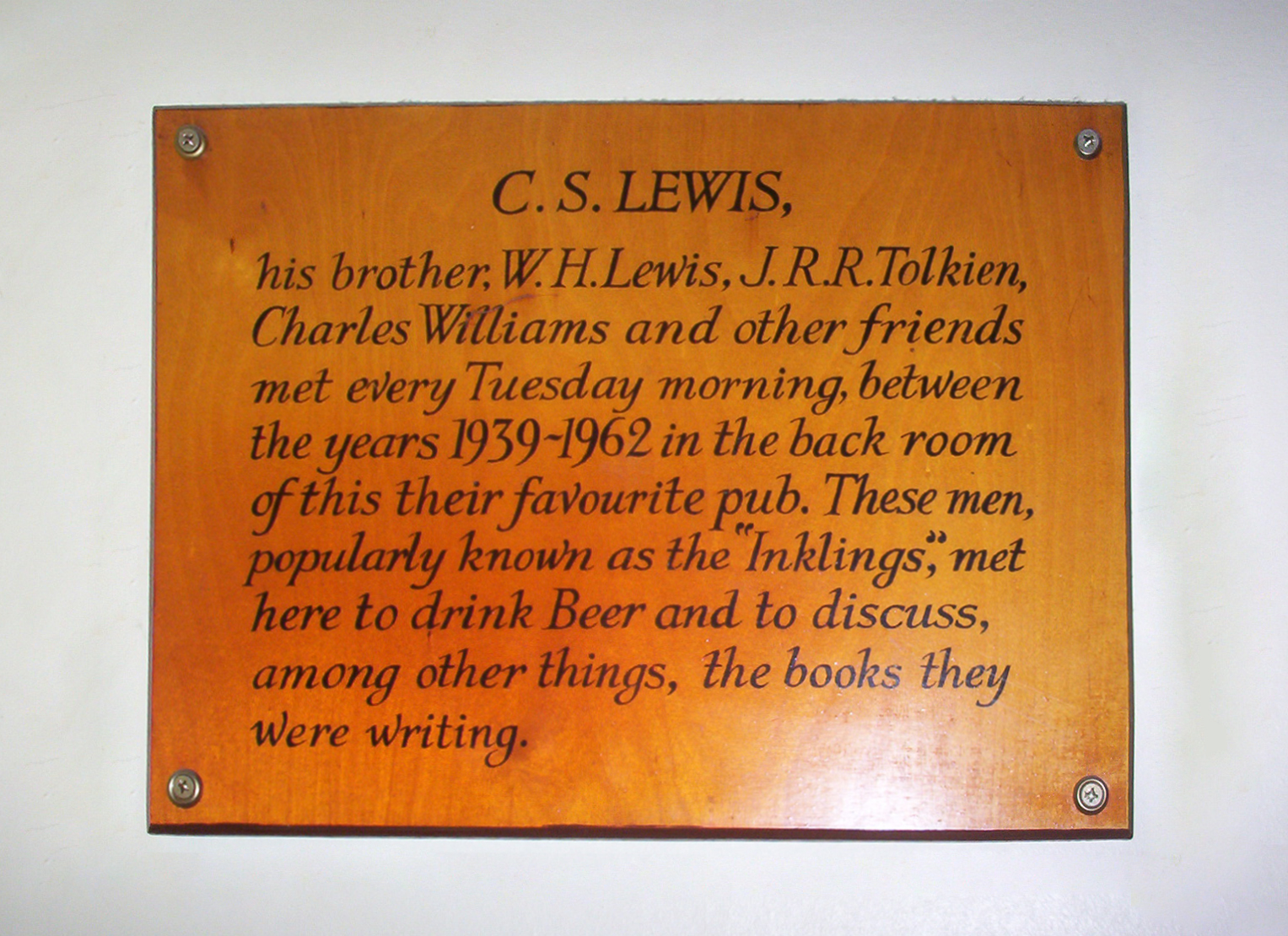
Placa de madera en el propio local que recuerda las costumbres de los Inklings.

Los Inklings fueron un grupo literario de Oxford que incluía a renombrados autores como C. S. Lewis, su hermano Warren, J. R. R. Tolkien o Charles Williams. Desde 1939 hasta 1962 se reunieron en el Eagle and Child todos los martes antes de comer, para beber cerveza y conversar, normalmente en un espacio al fondo del pub en el que podían sentarse con cierta privacidad, conocido como The Rabbit Room («La habitación del conejo»). En contra de lo que popularmente se cree (y también en contra de lo que dice la placa azul conmemorativa clavada en aquel lugar), los Inklings no se leían sus manuscritos unos a otros en el pub: estas lecturas solían tener lugar en encuentros vespertinos, normalmente en las habitaciones del College de Lewis. Los Inklings cambiaron sus preferencias en 1962, y se desplazaron, en la misma calle St. Giles', al pub Lamb & Flag, aunque sigue siendo The Rabbit Room en el Eagle and Child el lugar que atrae a los visitantes curiosos.

### Otros
Más recientemente, el pub ha sido el lugar de alterne habitual de Colin Dexter, creador del Inspector Morse.